# 阿米那·柔巴
阿米那·柔巴（Amina Rouba，1986年9月9日—）是一名阿爾及利亞划船運動員，曾代表國家參加2012年倫敦奧運的划船女子單人雙槳比賽，並未獲得獎牌。

## 外部連結
- 阿米那·柔巴在WorldRowing.com的资料